# Sittsäck

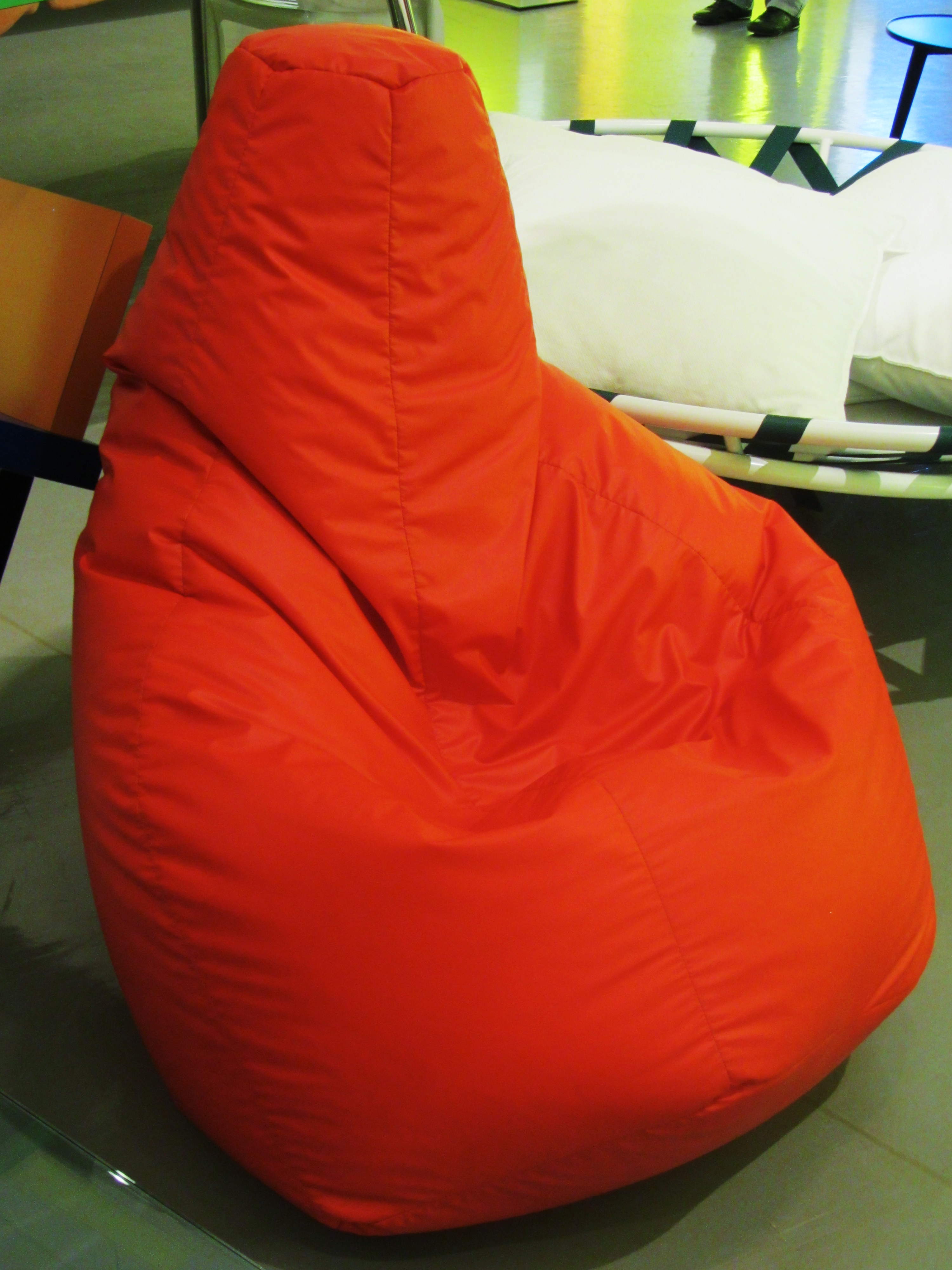
Sittsäcken Sacco lanserades 1968 i Italien.

Sittsäck är en sorts möbel som man sitter i och som formar sig efter ens kropp. Den är utformad som en stor tygsäck, fylld med bönor, gryn, kulor av cellplast eller annan typ av material. 
Flera varianter av sittsäckar har på senare år lanserats av olika tillverkare. Den italienska möbeltillverkaren Zanottas sittsäckar marknadsförs under namnet Sacco (italienska för 'säck'), och även stora tillverkare som Ikea är verksamma på marknaden för sittsäckar. Ett av de mer kända varumärkena inom denna möbelnisch är Fatboy, utformad av den finländske formgivaren Jukka Setälä 1998.